# Faber (Sänger)

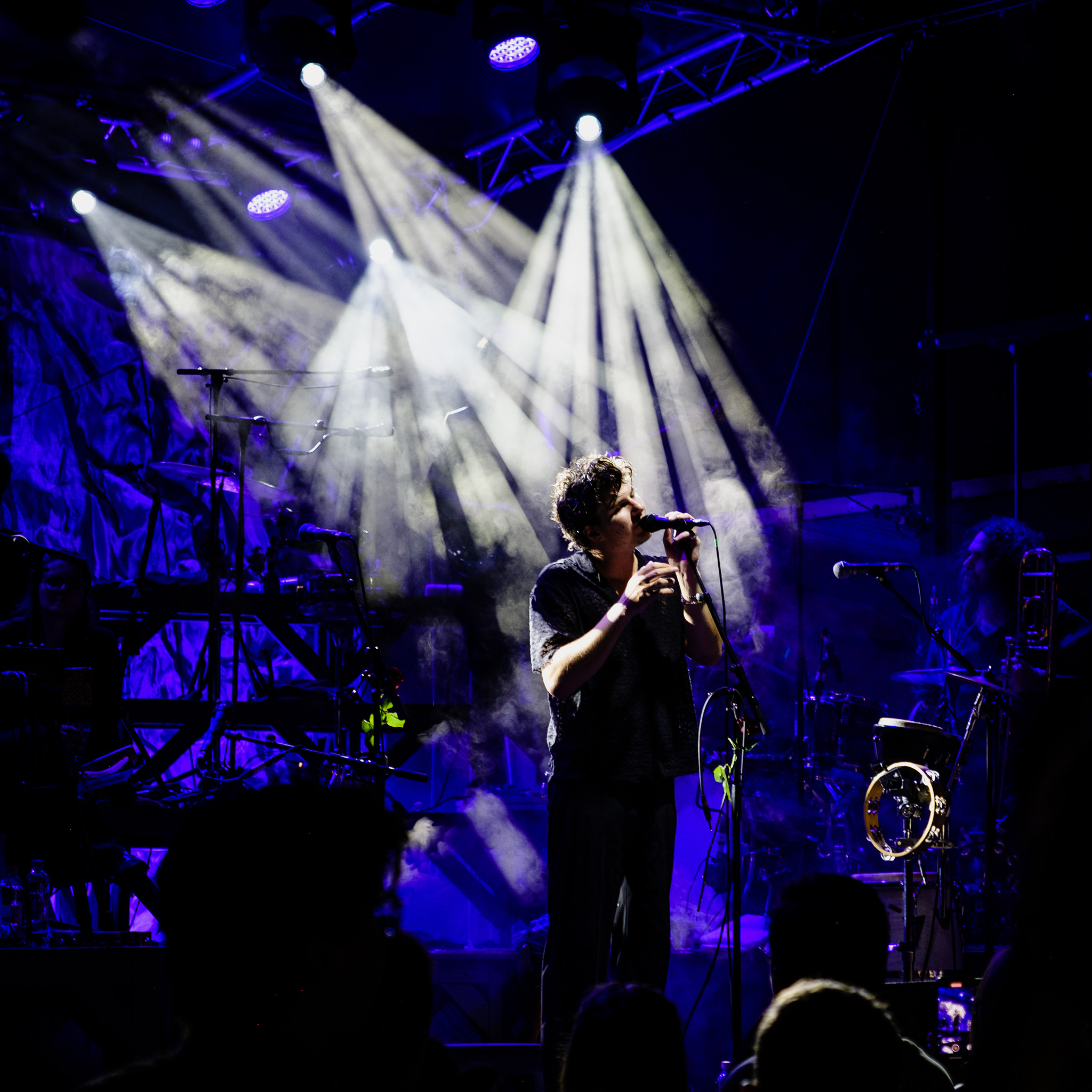
Faber während seiner Tournee „Addio 2024“ im Posthof (Linz).

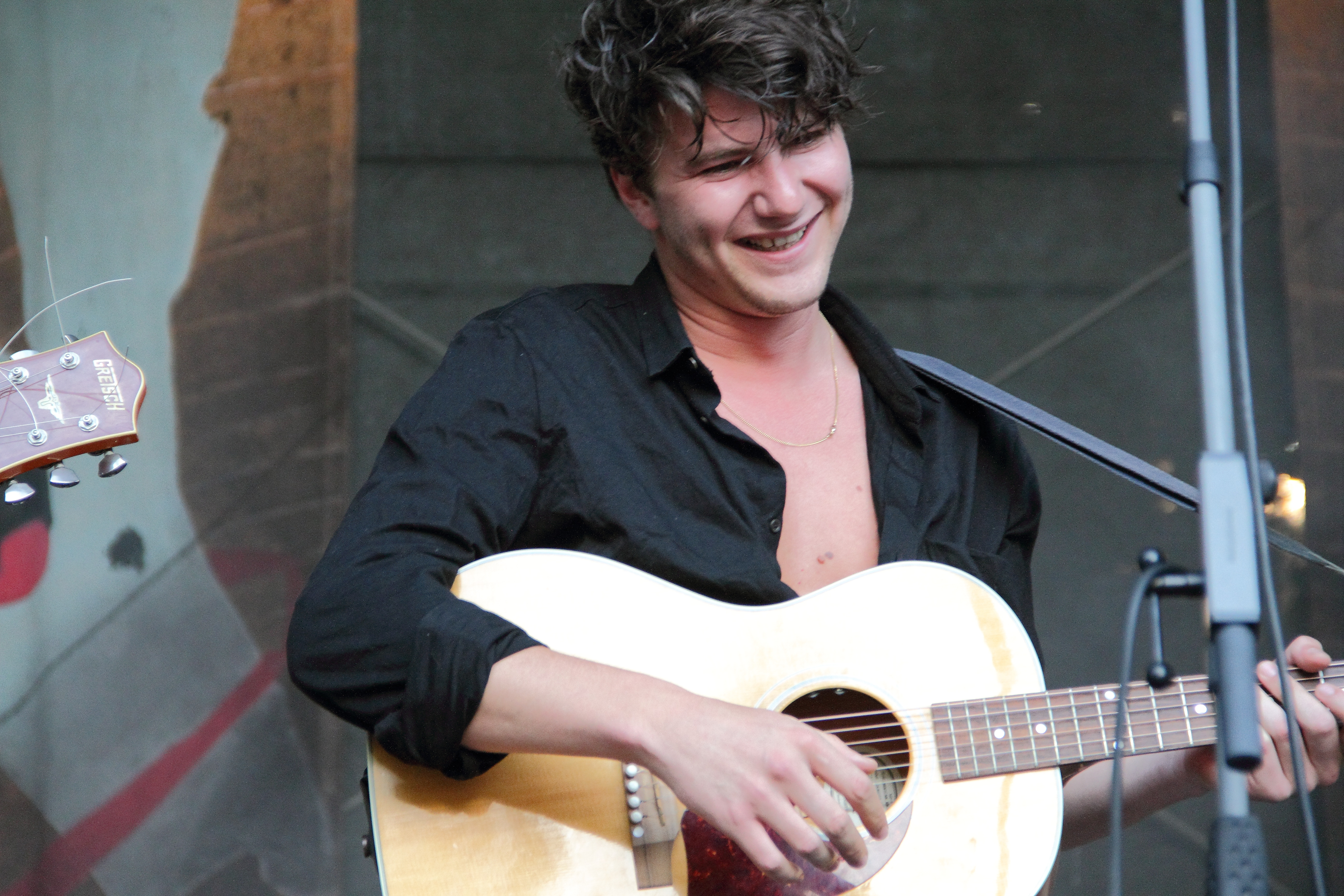
Faber auf dem Rudolstadt-Festival 2018

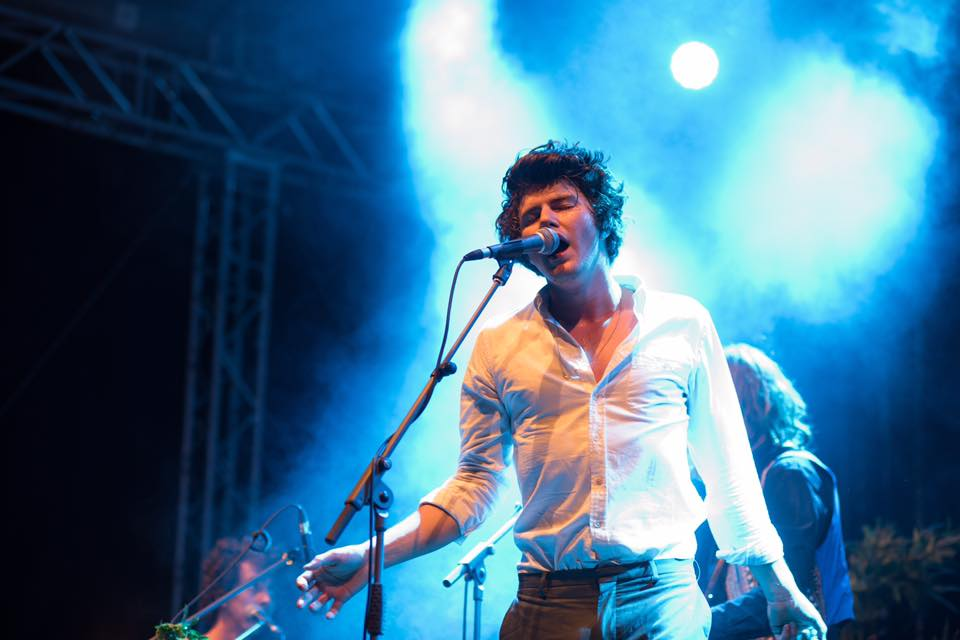
Faber auf dem „Laut gegen Nazis“-Festival in Cottbus 2017

Faber (bürgerlich Julian Vincenzo Pollina; * 18. April 1993 in Zürich) ist ein Schweizer Singer-Songwriter.

## Leben und Wirken
Fabers Mutter ist die Fernsehjournalistin Christina Pollina-Roos, sein Vater der italienischstämmige Schweizer Cantautore Pippo Pollina. Seine Schwester Madlaina Pollina bildet mit Nora Steiner das Zürcher Duo Steiner & Madlaina.
Seine Band Goran Koč y Vocalist Orkestar Band besteht aus den Musikern Tillmann Ostendarp (Posaune, Schlagzeug), Goran Koč (bürgerlich Silvan Koch, Klavier, Orgel), Janos Mijnssen (E-Bass, Cello) und Max Kämmerling (E-Gitarre, Darbuka, Bouzouki, Saxophon). Gina Été (Gesang, Viola), Hannah Adriana Müller (Gesang, Violine), Dino Brandão (Gesang, Gitarre, Perkussion) und Mel D (Gesang, Gitarre) ergänzen Fabers Band seit 2024.
Am 7. Juli 2017 erschien das Debütalbum Sei ein Faber im Wind, für das einige Titel der zuvor veröffentlichten EPs (2015 und 2016) neu eingespielt wurden. Mit seiner Musik, vom Deutschlandfunk als „Blaskapellen-Balkan-Musik“ bezeichnet, und seinen provokativen Texten machte Faber in der Independent-Szene schnell von sich reden. Faber erklärte in einem Interview, dass seine Texte, häufig aus der Ich-Perspektive fiktiver Charaktere gesungen, von vielen Hörern missverstanden und für seine eigene Meinung gehalten würden.
Am 1. November 2019 veröffentlichte Faber mit I Fucking Love My Life sein zweites Album.
Am 11. Dezember 2020 veröffentlichte er gemeinsam mit Sophie Hunger und Dino Brandão als Brandão Faber Hunger das Album Ich liebe dich, das zwölf gemeinsame Kompositionen in Schweizer Mundart enthält. "Grandios" nannte die Süddeutsche Zeitung diese in Zürich komponierte und in den Studios „La Fabrique“ in Südfrankreich binnen sieben Tagen aufgenommene Sammlung an Songs über Suche und Ausdruck der Liebe. Sie erreichte ebenso Platz zwei in den Schweizer Charts, in denen sie sich ab Dezember 2020 insgesamt zweiundzwanzig Wochen hielt. Bei den Swiss Music Awards 2022 wurde das Trio Faber Brandão Hunger als beste Gruppe ausgezeichnet.
Faber wurde im Jahr 2022 erstmals als Schauspieler tätig. Vom 20. Januar bis 6. Februar 2022 besetzte er die männliche Hauptrolle in der Hyper-Pop-Oper Porno mit Adorno – Nachrichten über das beschädigte Leben, unter der Regie von Felix Rothenhäusler und einem Konzept von Hayat Erdoğan und ihm. Gemeinsam mit Jo Flüeler, Goran Koč, Janos Mijnssen und Moritz Widrig schrieb er die Musiktitel des Stücks, die auf einem gleichnamigen Album am 16. Dezember 2022 veröffentlicht wurden.
Am 26. August 2022 veröffentlichte Faber sein drittes Album Orpheum, sein erstes Live-Album, aufgenommen im Frühjahr 2022 im Grazer Orpheum.
Unter der Regie von Robert Gwisdek – auch bekannt als Käptn Peng – entstand 2023 der Langfilm Der Junge dem die Welt gehört, in dem Faber die Hauptrolle spielt. Der Film feierte seine Premiere bei den 57. Internationalen Hofer Filmtagen 2023. Robert Gwisdek erhielt hierfür den Hofer Kritikerpreis für die Beste Regie.
Am 7. Juni 2024 erschien Fabers viertes Studioalbum Addio, das vermehrt elektronische Elemente, Chöre und orientalische Anleihen aufweist. Es wurde von Thomas Azier produziert. In der Kampagne zu diesem vierten Album sagte sich Faber los von konventionellen Strategien der Musik-Veröffentlichung. Das Album wurde, lange vor der Veröffentlichung bei digitalen Streamingdiensten, auf Konzerten von Februar bis März 2024 in voller Länge live vorgestellt. Eintrittskarten konnten nur mit der Vinylplatte zusammen gekauft werden. Diese erhielten die Fans bereits im Oktober 2023.
Statt Musikvideos veröffentlichte Faber zu Addio Singles den Musikfilm Addio oder die unumgängliche Tragödie der Arroganz in sechs Teilen, der 2024 an vier Abenden im Zürcher Theater Neumarkt gezeigt wurde. Faber selbst schrieb das Drehbuch gemeinsam mit dem Regisseur Felix Aaron.

## Kontroverse
Als 2019 das Lied Das Boot ist voll als Teaser für das neue Album veröffentlicht wurde, schockierte neben dem Musikvideo die Stelle „Nimm [den Schwanz] in den Volksmund, blond, blöd, blau und rein“. Der Musikjournalist Linus Volkmann nannte die Stelle „eine Art Vergewaltigung gegen Rechts“. Nach dieser Kritik überarbeitete Faber die Textstelle nur wenige Tage später und lud das Lied samt Video neu hoch. In einem Interview erklärte er, selbst schon länger Bedenken wegen ebendieser Textstelle gehabt zu haben.

## Diskografie

### Alben
| Jahr | Titel                  | Höchstplatzierung, Gesamtwochen, AuszeichnungChartplatzierungen (Jahr, Titel, Platzierungen, Wochen, Auszeichnungen, Anmerkungen) | Höchstplatzierung, Gesamtwochen, AuszeichnungChartplatzierungen (Jahr, Titel, Platzierungen, Wochen, Auszeichnungen, Anmerkungen) | Höchstplatzierung, Gesamtwochen, AuszeichnungChartplatzierungen (Jahr, Titel, Platzierungen, Wochen, Auszeichnungen, Anmerkungen) | Anmerkungen                                                                                       |
| Jahr | Titel                  | CH | DE | AT | Anmerkungen                                                                                       |
| ---- | ---------------------- | --- | --- | --- | ------------------------------------------------------------------------------------------------- |
| 2017 | Sei ein Faber im Wind  | CH3 (19 Wo.)CH | DE17 (7 Wo.)DE | AT59 (1 Wo.)AT | Erstveröffentlichung: 7. Juli 2017                                                                |
| 2019 | I Fucking Love My Life | CH2 (12 Wo.)CH | DE3 (8 Wo.)DE | AT19 (3 Wo.)AT | Erstveröffentlichung: 1. November 2019                                                            |
| 2020 | Ich liebe Dich         | CH2 (22 Wo.)CH | DE54 (4 Wo.)DE | AT38 (1 Wo.)AT | Erstveröffentlichung: 11. Dezember 2020 mit Dino Brandão & Sophie Hunger als Brandão Faber Hunger |
| 2022 | Orpheum (Live)         | CH9 (3 Wo.)CH | DE12 (2 Wo.)DE | AT55 (1 Wo.)AT | Erstveröffentlichung: 26. August 2022                                                             |
| 2024 | Addio                  | CH11 (4 Wo.)CH | DE37 (1 Wo.)DE | AT29 (2 Wo.)AT | Erstveröffentlichung: 7. Juni 2024                                                                |

### EPs
| Jahr | Titel                         | Höchstplatzierung, Gesamtwochen, AuszeichnungChartplatzierungen (Jahr, Titel, Platzierungen, Wochen, Auszeichnungen, Anmerkungen) | Höchstplatzierung, Gesamtwochen, AuszeichnungChartplatzierungen (Jahr, Titel, Platzierungen, Wochen, Auszeichnungen, Anmerkungen) | Höchstplatzierung, Gesamtwochen, AuszeichnungChartplatzierungen (Jahr, Titel, Platzierungen, Wochen, Auszeichnungen, Anmerkungen) | Anmerkungen                         |
| Jahr | Titel                         | CH | DE | AT | Anmerkungen                         |
| ---- | ----------------------------- | --- | --- | --- | ----------------------------------- |
| 2020 | Gefällt euch Faber so besser? | CH89 (1 Wo.)CH | — | — | Erstveröffentlichung: 20. März 2020 |

Weitere EPs
- 2015: Alles Gute
- 2016: Abstinenz

### Singles
| Jahr | Titel Album | Höchstplatzierung, Gesamtwochen, AuszeichnungChartplatzierungen (Jahr, Titel, Album, Platzierungen, Wochen, Auszeichnungen, Anmerkungen) | Höchstplatzierung, Gesamtwochen, AuszeichnungChartplatzierungen (Jahr, Titel, Album, Platzierungen, Wochen, Auszeichnungen, Anmerkungen) | Höchstplatzierung, Gesamtwochen, AuszeichnungChartplatzierungen (Jahr, Titel, Album, Platzierungen, Wochen, Auszeichnungen, Anmerkungen) | Anmerkungen                      |
| Jahr | Titel Album | CH | DE | AT | Anmerkungen                      |
| --- | ----------- | --- | --- | --- | -------------------------------- |
| Folgende Lieder erschienen nicht als Single, wurden aber durch das Album zum Download und Streaming bereitgestellt und konnten somit eine Platzierung erlangen: |             | | | |                                  |
| |             | | | |                                  |
| 2019 | Vivaldi     | CH92 (1 Wo.)CH | — | — | Charteinstieg: 10. November 2019 |

Weitere Singles
- 2015: J’ai toujours rêvé d’être un gangster
- 2015: Kalte Welt
- 2015: Tausendfrankenlang
- 2015: Widerstand
- 2015: Züri
- 2015: Bleib dir nicht treu
- 2016: Es wird ganz gross
- 2016: Wer nicht schwimmen kann der taucht
- 2016: Alles Gute
- 2016: Die Tram ist leer
- 2017: In Paris brennen Autos
- 2017: Lass mich nicht los
- 2017: Nichts
- 2017: Ouverture
- 2017: Sei ein Faber im Wind
- 2017: So soll es sein
- 2017: Wem du’s heute kannst besorgen
- 2017: Bratislava
- 2017: Brüstebeinearschgesicht
- 2017: Es könnte schöner sein
- 2019: Das Boot ist voll
- 2019: Generation YouPorn
- 2019: Top
- 2019: Sag mir wie du heisst (Pt. 2)
- 2020: Vieni qui
- 2022: Das Letzte (Live)
- 2022: Caruso (Live)
- 2022: Nie wieder (Live)
- 2022: Tausendfrankenlang (Live)